# Low-Voltage-Prozessor
Low- und Ultra-Low-Voltage-Prozessoren sind Untertypen der Notebookprozessoren. Sie unterscheiden sich vor allem aufgrund Verbrauchs- und Ausstattungsdetails von den sogenannten Mainstreamprozessoren.

## LV-Prozessoren
(Low-Voltage zu deutsch etwa niedrige Spannung)
Selektierte Standard-Mobilprozessoren mit geringerer Kernspannung und Taktrate und damit auch geringerem Stromverbrauch für passiv gekühlte Systeme und auch extrem flache Notebooks (weniger als 2 cm hoch). Diese Prozessoren bieten nicht die Rechenleistung der Standard-Mobilprozessoren, aber sie benötigen so wenig Energie und geben so wenig Wärme ab, dass die Akkulaufzeit deutlich höher liegt.
Modelle:
- AMD Athlon XP-M LV
- Intel Pentium M LV
- Intel Celeron LV
- Intel Pentium III M LV
- Intel Core L2x00-Serie
- Intel Core 2 L7x00-Serie
- Transmeta Crusoe
- Transmeta Efficeon
- C3-M
- VIA C7-M

## ULV

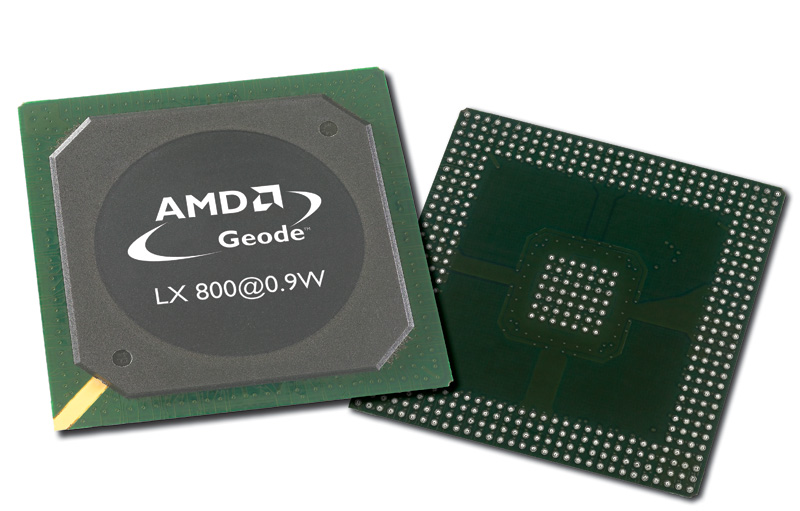
AMD Geode LX 800

(Ultra-Low-Voltage zu deutsch etwa extrem niedrige Spannung)
Speziell selektierte Standard-Mobilprozessoren mit noch niedrigeren Spannungen und Taktraten als auch niedrigeren Frontsidebustaktraten verglichen mit den LV- und Standardvarianten. Dadurch sinkt der Energiebedarf und die Wärmeentwicklung nochmals deutlich, was zu noch längeren Akkulaufzeiten führt.
Für den privaten Bereich hat Intel die Prozessor-Bezeichnung CULV eingeführt: ConsumerUltra-Low-Voltage
Modelle:
- Intel Core 2 Duo U7x00- und SU9x00-Serie
- Intel Core 2 Solo U2x00- und SU3x00-Serie
- Intel Core Duo U2x00-Serie
- Intel Core Solo U1x00-Serie
- Intel Pentium M ULV
- Intel Celeron M ULV
- Intel Celeron ULV
- Intel Pentium III M ULV
- Intel Atom
- AMD Geode